# Benthonellania xanthias
Benthonellania xanthias är en snäckart som först beskrevs av Watson 1886.  Benthonellania xanthias ingår i släktet Benthonellania och familjen Rissoidae. Inga underarter finns listade i Catalogue of Life.